# آن فيليب
آن فيليب إسمها عند الولادة آن ماري نيكول غيزلان نافو (الفرنسية:Anne Philipe) كاتبة فرنسية ولدت في بروكسل، 20 يونيو 1917 ، وتوفيت في الدائرة الثانية عشرة في باريس ، 16 أبريل 1990 (في عمر 72 سنة) ، وكانت زوجة الممثل جيرارد فيليب.

## اعمالها
- 1955 :Caravans d'Asie ، قصة، مقدمة بقلم كلود روي، جوليارد
- 1960 جيرارد فيليب (بالتعاون مع كلود روي) ، جاليمار
- 1963 : حان الوقت للتنهد، رواية، جوليارد، 1963
- 1966 : Les Rendez-vous de la Colline ، رواية، جوليارد
- Spirale ، Gallimard : 1971
- 1974 : هنا، هناك، في مكان آخر، رواية، غاليمار، 1974
- 1975 : La Demeure du silence (مقابلات مع Eva Ruchpaul) ، جاليمار
- 1977 : صيف على البحر، رواية، غاليمار
- 1978 : The Shard of Light (مقابلات مع Maria Helena Vieira da Silva and Árpád Szenes) ، Gallimard
- 1980 : المشي في زيان، جاليمارد
- 1982 : صدى الحب، رواية، غاليمار
- 1984 : أستمع إلى تنفسها، قصة، غاليمار
- 1987 : Le Regard de Vincent ، رواية، غاليمار
- 1991 : Arpad Szenes (بالتعاون مع Guy Weelen) ، دراسة، Cercle d'Art
- المراسلات 1946-1978 ، جورج بيروس، آن وجيرارد فيليب، مقدمة بقلم جيروم غارسين، النهاية، 2008
- ظهرت الرواية التي لم تكتمل عند وفاتها من قبل آن فيليب في La Nouvelle Revue française ، رقم 456 ، يناير 1991 ، رقم 457 ، فبراير 1991 و رقم 458 ، مارس 1991